# David Treadwell
Pour les articles homonymes, voir Treadwell.
(en) Statistiques sur pro-football-reference
David Treadwell (né le 27 février 1965 à Columbia aux États-Unis) est un joueur professionnel de football américain qui évoluait au poste de kicker.

## Carrière
Treadwell joua au collège pour Clemson Tigers de 1984 à 1987, où il obtint un diplôme en électrotechnique.
Treadwell a ensuite joué dans la National Football League (NFL) pour les Broncos de Denver de 1989 — saison à l'issue de laquelle il fut sélectionné pour le Pro Bowl — à 1992 puis pour les Giants de New York de 1993 à 1994.